# Rruga shtetërore SH1
Die Rruga shtetërore SH1 (albanisch für Staatsstraße SH1) ist eine Nationalstraße in Albanien. Sie ist 125 Kilometer lang und führt von der Hauptstadt Tirana über Fushë-Kruja, Lezha und Shkodra bis zur montenegrinischen Grenze bei Han i Hotit. Es handelt sich um die Hauptverbindung zwischen Zentralalbanien mit der Hauptstadt Tirana und dem Norden des Landes.
Die SH1 bildet den nördlichen Teil des Nord-Süd-Korridors, welcher Han i Hotit an der albanisch-montenegrinischen Grenze mit Kakavija an der albanisch-griechischen Grenze verbindet und Teil der adriatisch-ionischen Autobahn ist.

## Streckenverlauf

### Tirana – Fushë-Kruja
Die SH1 beginnt als zweispurige Hauptstraße im Nordwesten der Hauptstadt Tirana als Ausfahrt der Autobahn Tirana–Durrës (SH2). Sie führt sehr bald in den Vorort Kamza. Bis Ortsende ist sie als richtungsgetrennte Straße mit zwei Fahrspuren pro Richtung angelegt. Sie verlässt dann in der Nähe des Flughafens Tirana die Agglomeration. Beim Kreuz Fushë-Kruja zweigen nach Westen die Straße nach Vora (SH52) und nach Osten die Verbindungsstraße nach Fushë-Kruja und Kruja ab.
Bis Fushë-Kruja folgt die Straße dem alten Verlauf der Straße von Tirana nach Shkodra. In der Folge nutzt sie mehrheitlich eine neue Trasse, die um das Jahr 2002 angelegt worden ist.

### Fushë-Kruja – Milot

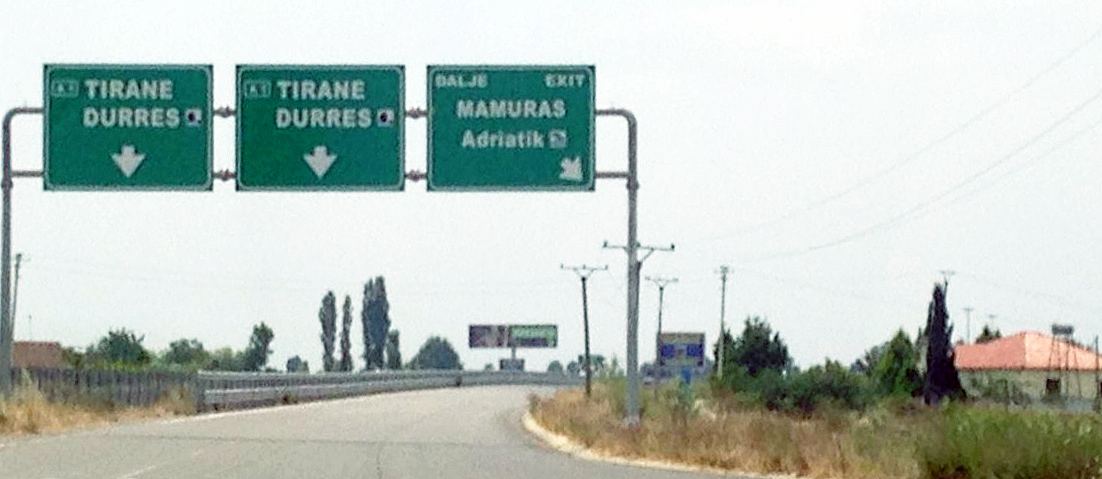
Zwischen Milot und Thumana, Ausfahrt Mamurras

Nach Fushë-Kruja führt die SH1 fast kurvenfrei durch die Ebene bis Thumana, wo sie in die Autostrada A1 übergeht, die von Süden her kommend parallel verläuft und zur Entlastung der SH1 dient. Für die folgenden rund 13 Kilometer ist die SH1 als vierspurige, richtungsgetrennte Autobahn A1 ausgebaut und ausgeschildert. Die Stadt Laç, der Naturraum um die Flussmündung des Mat in die Adria und die Lagune Patok (Gemeinde Fushë-Kuqja) sind mit der Strecke direkt erschlossen.
Südwestlich von Milot zweigt die A1, seit Sommer 2018 kreuzungsfrei, nach Kukës und Kosovo ab. Nördlich der Verzweigung geht die SH1 in eine zweispurige Hauptstraße über.

### Milot – Shkodra

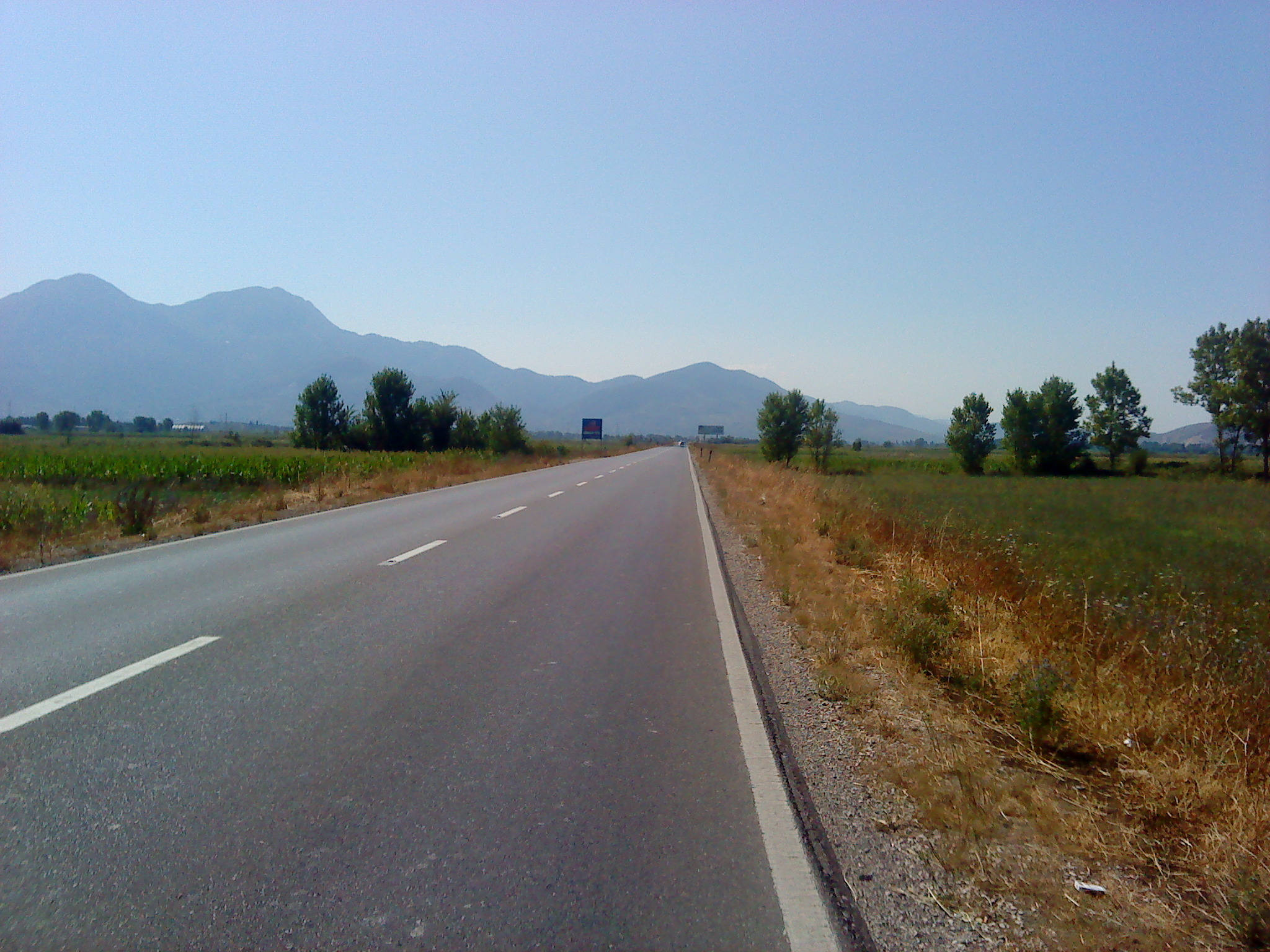
Zwischen Lezha und Shkodra (2013)

Die Straße läuft in der Folge ziemlich gerade bis zum Ortseingang von Lezha und überbrückt dabei die Flüsse Mat (650 Meter lang) und alter Drin (200 Meter lang). Danach muss sie die Stadt mitten im Zentrum durchqueren und geht anschließend in die Ebene Zadrima über. Sie passiert östlich den stillgelegten Militärflugplatz Gjadër. Nördlich von Bushat zweigt eine Straße nach Vau-Deja ab, die dann über Puka und Fushë-Arrëz in die bergige Region Nordalbaniens führt und vor der Fertigstellung der A1 die wichtigste Verbindung zum Kosovo war.
Nachdem die Straße Bahçallëk durchquert, überbrückt sie wieder den Drin und gelangt am Fuße der Shkodraner Burg Rozafa an. Beim dortigen Kreisverkehr führt eine Drehbrücke auf die andere Seite der Buna, wo eine Nationalstraße die montenegrinische Grenze bei Muriqan verbindet.
Die SH1 umfährt das Zentrum von Shkodra im Westen. Die Straße dient hier zugleich als Hochwasserdamm gegen den Skutarisee hin. Ab Drin-Brücke bis Ende der Umfahrung im Norden der Stadt ist die Straße zweispurig und richtungsgetrennt, aber als Innerortsstraße mit Kreisverkehren und Abzweigungen versehen.

### Shkodra – Han i Hotit

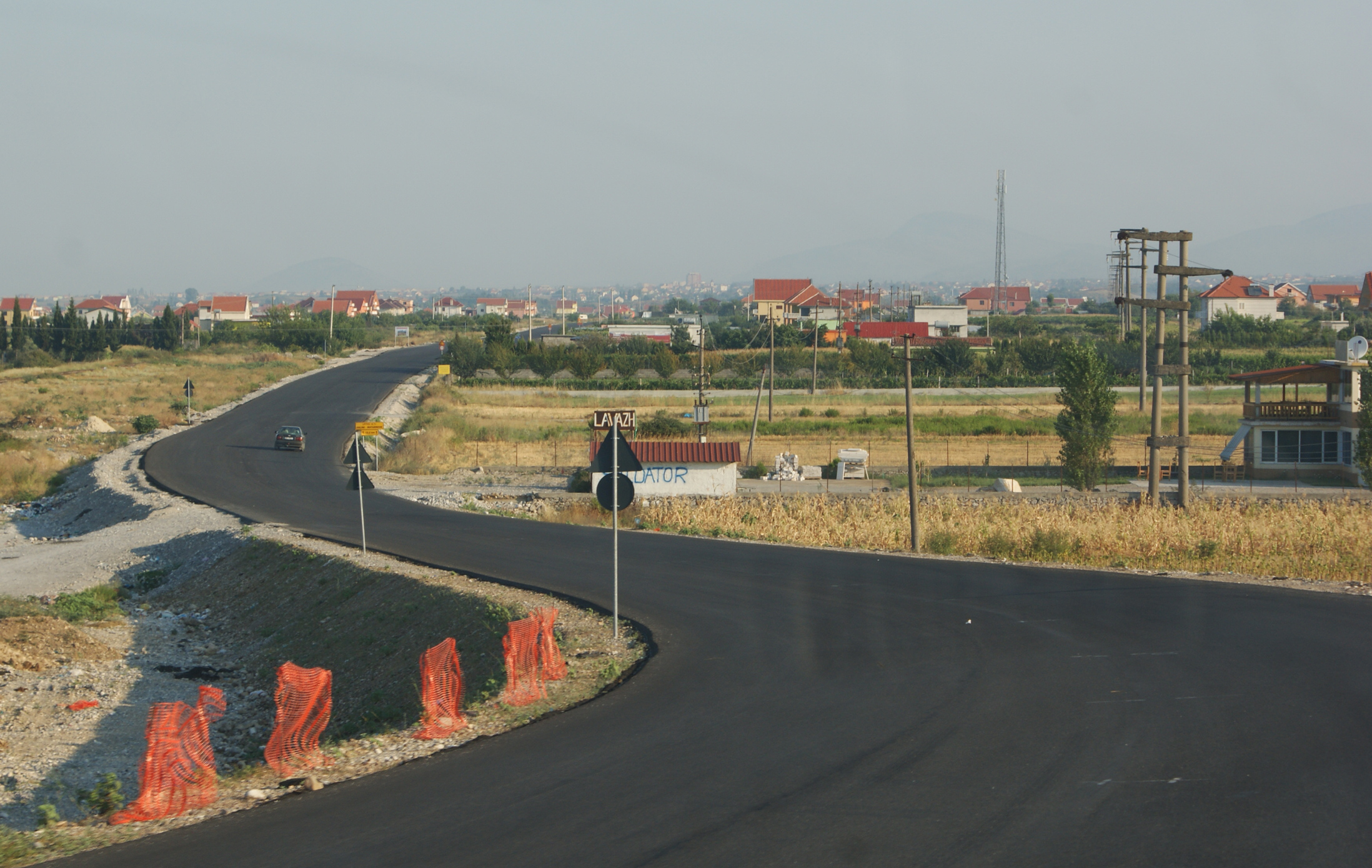
Die erneuerte SH1 zwischen Shkodra und Han i Hotit (2012)

Nach Shkodra geht es über die Ebene zwischen Alpen und Skutarisee zum Städtchen Koplik, das östlich umfahren wird. Ein Abzweig führt in ein Seitental und weiter bis nach Theth. Es folgt eine östliche Umfahrung der Dörfer Bajza und Ivanaj, dann erreicht die Straße den kleinen Ort Han i Hotit am Skutarisee. Von dort führt ein Abzweig in die Gebirgsregion Malësia e Madhe, der Vermosh, den nördlichsten Ort Albaniens, mit dem Rest des Landes verbindet. Gleich nach Han i Hotit endet die SH1 am albanisch-montenegrinischen Grenzübergang.
In Montenegro wird die SH1 als Magistralni put M4 (ehemals M18) fortgesetzt und führt über Tuzi in die Hauptstadt Podgorica.

## Ausbaustand
Die ganze Strecke der SH1 befindet sich heute in einem guten Zustand. Seit 2006 wurde abschnittsweise die Straße erneuert und verbreitert oder neugelegt. Anstelle des historischen Verlaufs am Hügelfuß durch die Orte verläuft sie jetzt, wo möglich, weiter westlich in der Küstenebene mehrheitlich ohne Ortsdurchfahrten. In den Städten Tirana (Ortsteile Breg-Lumi, Kodër-Kamza), Kamza, Lezha und Shkodra führt die SH1 durch dicht besiedeltes Gebiet.
Zwischen Thumana und Milot besteht zudem eine autobahnähnliche Strecke, die vierspurig und richtungsgetrennt ist. Auch die Umfahrung von Shkodra, die 2022 nach 13 Jahren Bauzeit eröffnet worden ist, ist richtungsgetrennt und mehrspurig ausgeführt.
2018 wurden von den zuständigen Behörden Pläne angekündigt für den Ausbau der A1 zur Autobahn zwischen Kashar über den Flughafen Tirana und Fushë-Kruja bis Thumana auf einer neuen Trasse sowie für den Ausbau der Strecke Milot–Lezha zur Autobahn und einer neuen Umfahrung von Lezha mit Tunnel.